# Burg Guémar

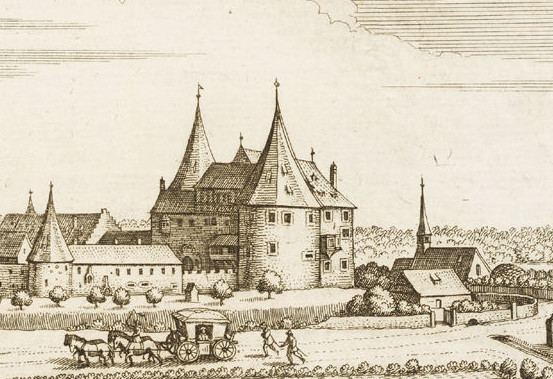
Ausschnitt aus dem Merian-Stich (1663)

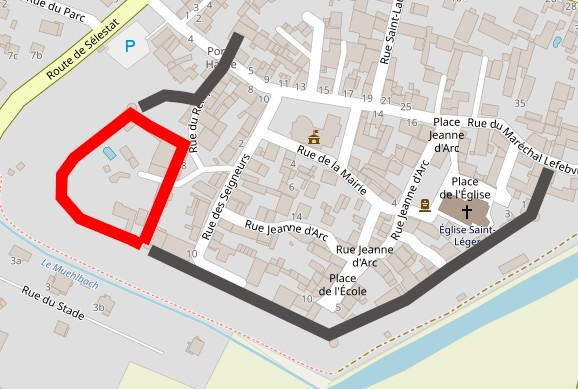
Lage der Burg mit Stadtmauer

Die Burg Guémar, seit dem 15. Jahrhundert auch Molkenburg genannt, war eine Wasserburg und späteres Schloss im elsässischen Guémar zwischen Colmar und Sélestat. Ihre strategische Bedeutung an der Grenze zwischen den Machtbereichen der Habsburger und der Bischöfe von Straßburg  spiegelt sich in der wechselhaften Geschichte wider. Sie lag an der südwestlichen Ecke der mittelalterlichen Stadtmauer. Heute erinnert noch die Rue du Château an die Burg, die direkt auf die Burgstelle zuführt.

## Geschichte
Rudolf von Habsburg ließ 1287 für die Herren von Rappoltstein eine erste hölzerne Burg errichten, die 1291 durch ein castellum aus Stein ersetzt wurde. Dieses wurde bereits 1293 durch Adolf von Nassau im Kampf gegen Albrecht von Habsburg zerstört und erneut 1298, urkundlich als castrum Gemer bezeichnet. Ende des 14. Jahrhunderts war die Burg Zankapfel zwischen den Rappoltsteinern und den Bischöfen von Straßburg. Für das Jahr 1396 ist eine hölzerne Belagerungsburg überliefert, genannt castris ante Gemer. Ebenfalls für dieses Jahr ist belegt, dass  sich die Stadt Basel bei den Straßburgern entschuldigte, keine als „Büchse“ bezeichnete große Kanone liefern zu können. Der Streit gipfelte im Jahr 1400 mit der Zerstörung der Burg durch die Straßburger. Egenolf von Rappoltstein ließ sie 1580 als wehrhaftes Renaissance-Schloss wieder aufbauen, so wie sie sich in der Ansicht von Merian zeigt. In den Kriegswirren 1635 und 1675 wurde die Burg beschädigt. Endgültig abgerissen wurde sie zwischen 1785 und 1788.

## Anlage

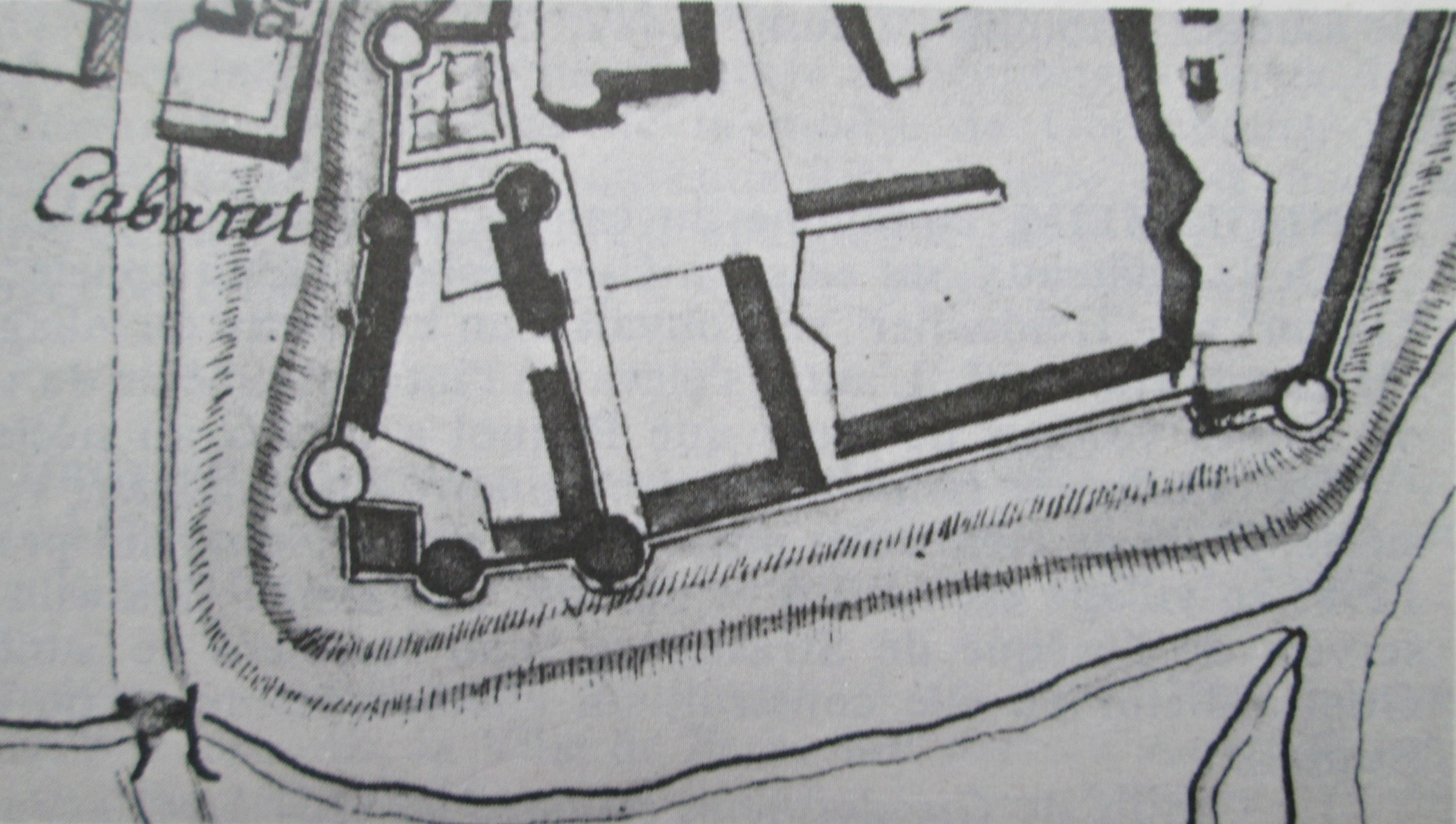
Plan der Burg im 18. Jahrhundert

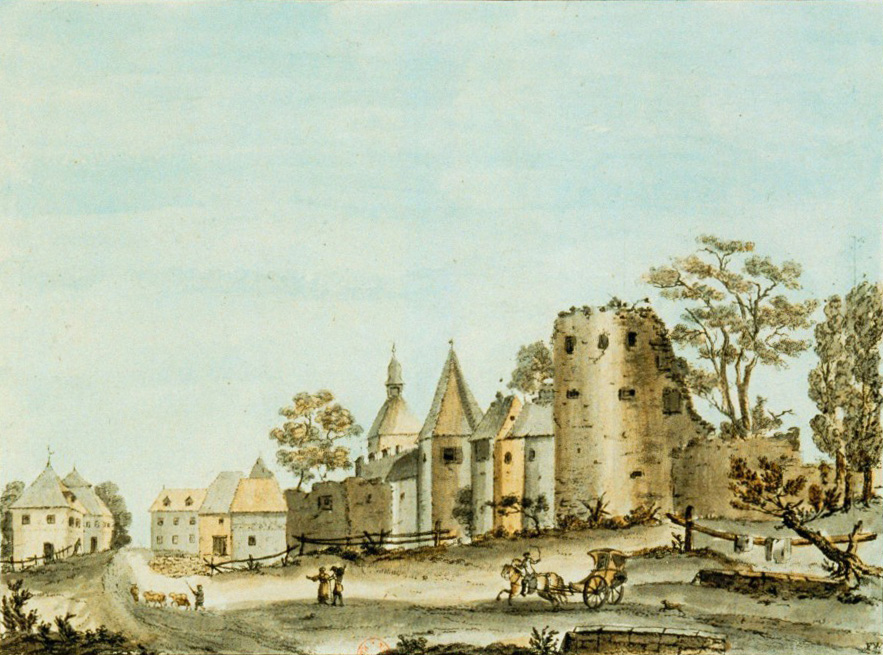
Ruine der Burg im 18. Jahrhundert

Die Burg war in die Stadtbefestigung integriert. Von Süden und Westen war sie durch den Stadtgraben geschützt. Ein nicht genau datierter Plan aus dem 18. Jahrhundert zeigt eine unregelmäßige annähernd fünfeckige Anlage mit runden Ecktürmen, von denen die äußeren zugleich als Teil der Stadtmauer dienten. Die noch erhaltenen Stadtmauertürme an der Süd- und Westseite waren zugleich Ecktürme der Schlossumwehrung. Das Hauptschloss lag, wenn man der Stadtansicht von Merian vertrauen darf, an der Südseite. Demnach war es annähernd quadratisch und von zwei mächtigen Türmen flankiert so wie es auch der Plan aus dem 18. Jahrhundert zeigt. Einer der Türme ist noch auf der Ansicht von François Walter aus dem Jahr 1785 zu erkennen, als die Burg bereits verfallen war. Nach Luftaufnahmen war der Grundriss jedoch eher rautenförmig verzogen. Die Stelle ist bis heute unbebaut. Nördlich schloss sich eine Vorburg an, in deren Bereich sich heute eine Brunnenanlage befindet. Östlich vom Hauptschloss befanden sich rechtwinklig angelegte Wirtschaftsgebäude, die im Kern noch erhalten und in Luftaufnahmen zu sehen sind.